# Tonic sol-fa

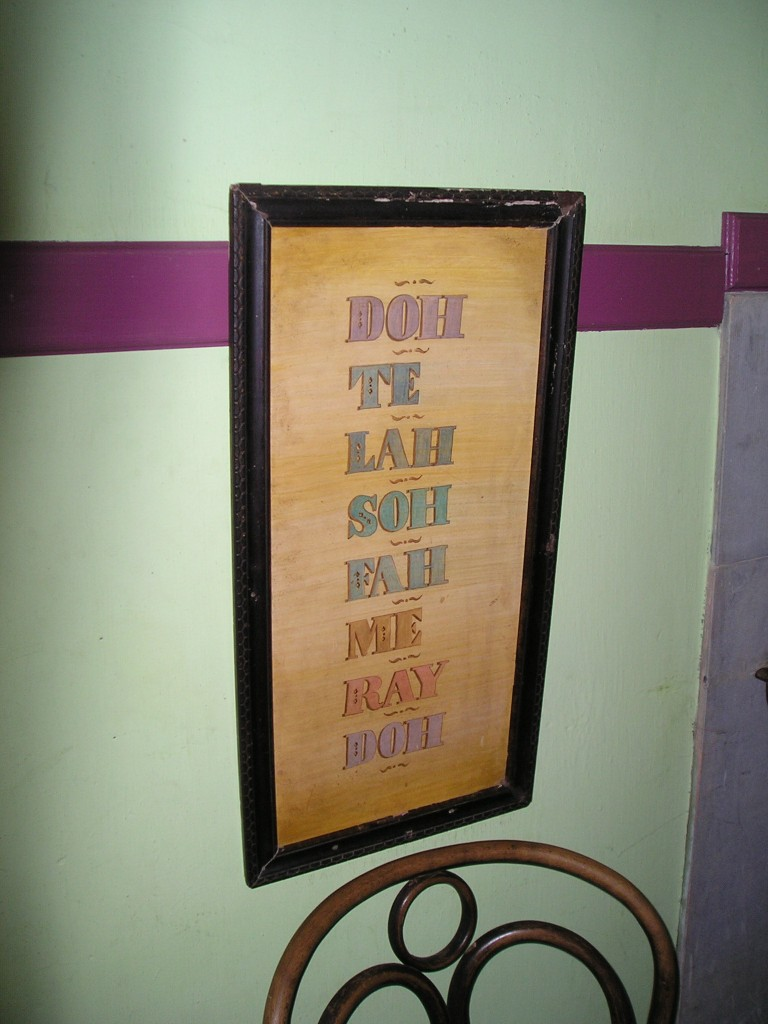
Table de solfège dans une salle de classe irlandaise.

Le tonic sol-fa est une technique pédagogique d'enseignement du chant à vue, inventée par la Britannique Sarah Ann Glover et popularisée par John Curwen. Ils l'ont adaptée à partir d'un certain nombre de systèmes musicaux antérieurs. Cette technique utilise un système de notation musicale basé sur le Do mobile, dans lequel chaque note reçoit un nom en fonction de sa relation avec les autres notes de la tonalité : la notation habituelle de la portée est remplacée par les noms de notes anglicisées (par exemple la syllabe la pour la sus-dominante) ou leurs abréviations (l pour la). « Do » est choisi pour être la tonique (en majeur) de la tonalité utilisée (d'où la terminologie Do mobile par opposition au système Do fixe utilisé par John Pyke Hullah). La séquence d'origine commençait par « Ut », la première syllabe de l'hymne Ut queant laxis, qui devint plus tard « Do » (car plus simple à prononcer).

## Historique
Sarah Ann Glover (1786–1867) développe sa méthode à Norwich (Angleterre) à partir de 1812, donnant naissance à l'« échelle sol-fa de Norwich » qu'elle utilise pour apprendre aux enfants à chanter. Elle publie ses travaux dans le Manual of the Norwich Sol-fa System (1845) et Tetrachordal System (1850).
Le révérend John Curwen (1816-1880) est chargé en 1841 par une conférence d'enseignants de l'école du dimanche de trouver et promouvoir une manière d'enseigner la musique pour le chant de l'école du dimanche. Il a repris des éléments du solfège de Norwich et d'autres techniques, en y ajoutant plus tard des signes de main. L'intention de sa méthode était de pouvoir enseigner le chant à partir de la notation sol-fa, puis de faire une transition vers la notation sur portée.
Curwen publie sa Grammar of Vocal Music en 1843 et crée en 1853 la Tonic Sol-Fa Association. Le Standard Course of Lessons on the Tonic Sol-fa Method of Teaching to Sing est publié en 1858. Curwen joue un rôle déterminant dans le développement du tonic sol-fa en Angleterre et est le principal responsable de sa popularité. William Gray McNaught (1849-1918) contribue également à accroître sa popularité dans les écoles.
En 1872, Curwen change sa façon d'utiliser le système sol-fa comme aide à la lecture à vue, avec une réédition de son Standard Course of Lessons qui enlève la portée et s'appuie uniquement sur la notation sol-fa.
En 1879, le Tonic Sol-Fa College ouvre ses portes. Curwen commence également à publier et édite un périodique appelé le Tonic Sol-fa Reporter and Magazine of Vocal Music for the People, et s'occupe jusqu'à la fin de sa vie de la diffusion de son système.
À la fin du XIXe siècle, cette notation est très répandue en Grande-Bretagne, et de nombreuses partitions contenant cette notation sont vendues (essentiellement des chansons populaires). Le système sol-fa est largement utilisé comme méthode facilement enseignable pour la lecture de la musique à vue, mais cela ne remplace pas la notation musicale standard pour les œuvres musicales ambitieuses.

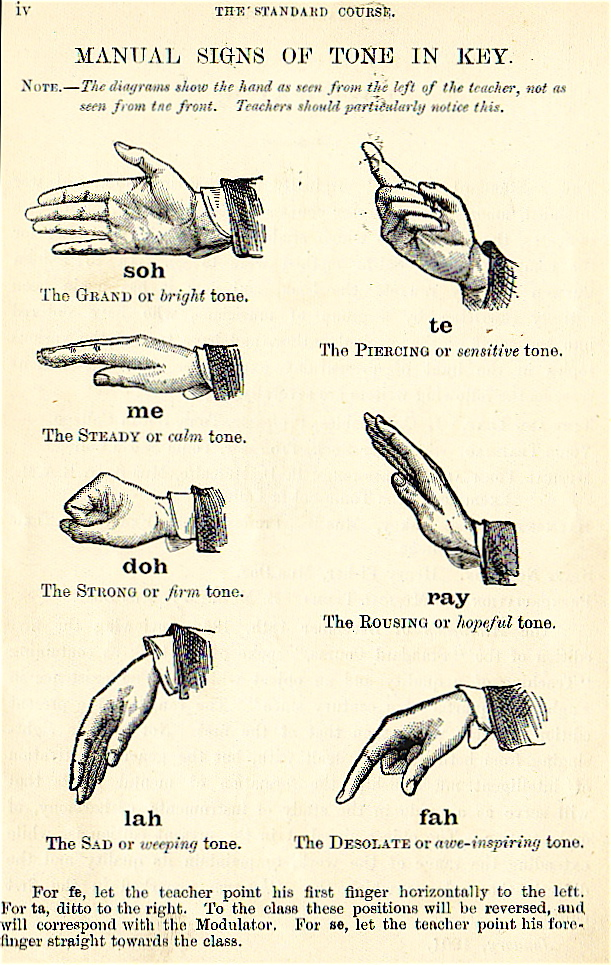
Représentation des signes de la main du système de Curwen. Cette page indique des éléments complémentaires pour chaque note.

Outre l'utilisation des syllabes au XIe siècle par le moine Guido d'Arezzo, on peut trouver des précurseurs à ces outils avec la notation chiffrée proposée par Jean-Jacques Rousseau en France en 1746, puis son développement ultérieur par Pierre Galin et sa vulgarisation par Aimé Paris et Emile Chevé.
Lorsque John Windet imprime l'édition de 1594 du Psautier de Sternhold et Hopkins, il ajoute les initiales des six syllabes de Guido (U, R, M, F, S, L ) sous la note. Windet explique : « J'ai fait imprimer une nouvelle note avec une lettre jointe à chaque note : grâce à laquelle tu sauras comment appeler chaque note par son vrai nom, de sorte qu'avec un peu de diligence tu puisses plus facilement, en regardant ces lettres, parvenir à la connaissance de la solmisation parfaite... ». Rousseau, Curwen et d'autres auraient été au courant de ce psautier populaire.
B.C. Unseld et Theodore F. Seward, avec les éditeurs Biglow and Main, importent le tonic sol-fa de Curwen aux États-Unis, mais la méthode ne s'y est jamais véritablement installé. Avant cela, la 9e édition du Bay Psalm Book (Boston, États-Unis) était parue avec les initiales des syllabes à quatre notes (fa, sol, la, me) sous la portée. Le révérend John Tufts, dans son ouvrage An Introduction to the Singing of Psalm Tunes in a Plain & Easy Method, déplace les initiales des syllabes à quatre notes sur la portée à la place des « notes régulières » et a indiqué le rythme par des signes de ponctuation à droite des lettres. On peut donc les considérer comme étant des  précurseurs américains du système de Curwen. L'Introduction de Tufts était populaire et a connu plusieurs éditions. Néanmoins, son travail a probablement contribué davantage à présenter les notes à formes géométriques. Lorsque Unseld et Steward introduisent le tonic sol-fa à la fin du XIXe siècle solfège tonique à la fin des années 1800, c'était considéré comme « quelque chose de nouveau ».
En 1972, Roberto Goitre publie l'une des versions modernes les plus importantes de la méthode dans Cantar Leggendo avec le Do mobile.
La solmisation qui représente les fonctions des hauteurs (comme la solfège tonique) est appelée solmisation « fonctionnelle ». Tous les musiciens qui utilisent la solmisation fonctionnelle utilisent « do » pour représenter la tonique dans le mode majeur. Cependant, les approches du mode mineur se divisent en deux camps. Certains musiciens utilisent « do » pour représenter la tonique en mineur (une approche parallèle), tandis que d'autres préfèrent étiqueter la tonique en mineur comme « la » (une approche relative). Les deux systèmes ont leurs avantages : le premier système représente plus directement les fonctions d'échelle-degré des hauteurs dans une tonalité ; le second représente plus directement les intervalles entre les hauteurs dans une tonalité donnée.

## Notation
Dans le système de Curwen, les notes de la gamme majeure (de n'importe quelle tonalité) sont notées avec les lettres simples d, r, m, f, s, l et t lorsqu'elles sont dans l'octave du do médian (ou do4). Cela signifie qu'aucune notation supplémentaire ne sera ajoutée à aucune des notes lorsque do se situe entre C4 et B4. Toutes les notes dans l'octave(s) supérieure(s) auront un exposant, commençant par 1 pour la première octave supérieure, 2 pour la deuxième, ainsi de suite, si jamais cela était nécessaire. Il en va de même pour l'octave inférieure, sauf qu'elle sera notée avec un indice en bas. Pour faire référence à ceux-ci lorsque l'on parle d'eux, dans le cas de do, do1 serait appelé « one-do » et do1 est appelé « do-one ». Les altérations chromatiques sont marquées par la voyelle « e » pour dièse (prononcé « ee ») et « a » pour bémol (prononcé « aw »). Ainsi, l'échelle chromatique ascendante et descendante est notée :
```
d de r re mf fes se l le td 
1

d 
1
 t ta l la s sa fm mar r ra d
```

De telles notes chromatiques n'apparaissent que comme ornements ou comme préparation à une modulation ; une fois la modulation effectuée, on utilise de nouveau l'échelle standard. La modulation elle-même est marquée par l'exposant de l'ancien nom de note précédant son nouveau nom ; par exemple, dans une modulation vers la dominante, la nouvelle tonique est notée s d. La musique se poursuit ensuite dans la nouvelle tonalité jusqu'à ce qu'une autre modulation soit notée.
Les tonalités mineures utilisent l (la) comme tonique. Le sixième degré ascendant de l'échelle mineure mélodique est noté ba (prononcé « bay ») au lieu de fe, qui est réservé au f dièse de l'échelle majeure.
Les symboles dynamiques sont utilisés de la même manière que dans la notation de portée la plus couramment utilisée. Dans le tonic sol-fa de Curwen, les signatures rythmiques ne sont pas utilisées, donc diverses formes de notation sont utilisées pour diviser les mesures en temps et en rythmes plus petits. Les barres de mesure verticales sont utilisées pour séparer les mesures, comme dans la notation courante. Une double barre à la fin signifie également la fin. Les deux points (:) sont ensuite utilisés pour séparer les temps :
```
|
 d:r 
||
```

Dans les mesures composées, telles que 6/8, une ligne verticale plus courte sert à diviser la mesure en temps forts appelés accents moyens :
```
|
 d:r:m 
|
 d:r:m 
||
```

Les tirets à la place d'une lettre signifient que la note doit être maintenue jusqu'à ce que la note suivante apparaisse, qu'un silence apparaisse ou que la fin du morceau arrive, selon ce qui se produit en premier. Les silences sont simplement notés avec un espace vide ; pas de lettre, pas de tiret :
```
|
 d:- 
|s
 : 
||
```

Les points (.) sont utilisés pour séparer un temps en deux. Pour diviser le temps en quarts, des virgules (,) sont utilisées :
```
|
 d:d.r 
|
 d,r.m,f:s 
||
```

Les valeurs des notes pointées peuvent être affichées de plusieurs manières. Un tiret peut être utilisé, ou mettre un « ., » à côté de la note suivante peut également fonctionner :
```
|
d.-,m:s 
1
 
||
 ou 
|
 d.,m:s 
1
 
||
```

Pour les triolets, une guillemet inversée ( ' ) est utilisée :
```
|
 d 
'
 r 
'
 m:d 
'
 r 
'
 m 
||
```

## Dans la culture populaire
- Dans le film Rencontres du troisième type de Steven Spielberg, le motif à 5 sons qui permet la « conversation » entre les humains et les extraterrestres qui viennent d'arriver, est présenté en utilisant utilise des signaux de mains qui correspondent à rey, me, doh, doh (une octave plus bas) et soh du système de Curwen.